# Wiemsdorf
Wiemsdorf (niederdeutsch Wiemsdörp) ist eine Ortschaft in der Einheitsgemeinde Loxstedt im niedersächsischen Landkreis Cuxhaven.

## Geografie
Das Dorf liegt in der Gemarkung Landwürden. Nachbarortschaften sind Dedesdorf-Eidewarden im Westen sowie Maihausen im Südosten. In der Nähe befinden sich zudem die Weser und eine Anschlussstelle der Bundesstraße 437 beim Wesertunnel.

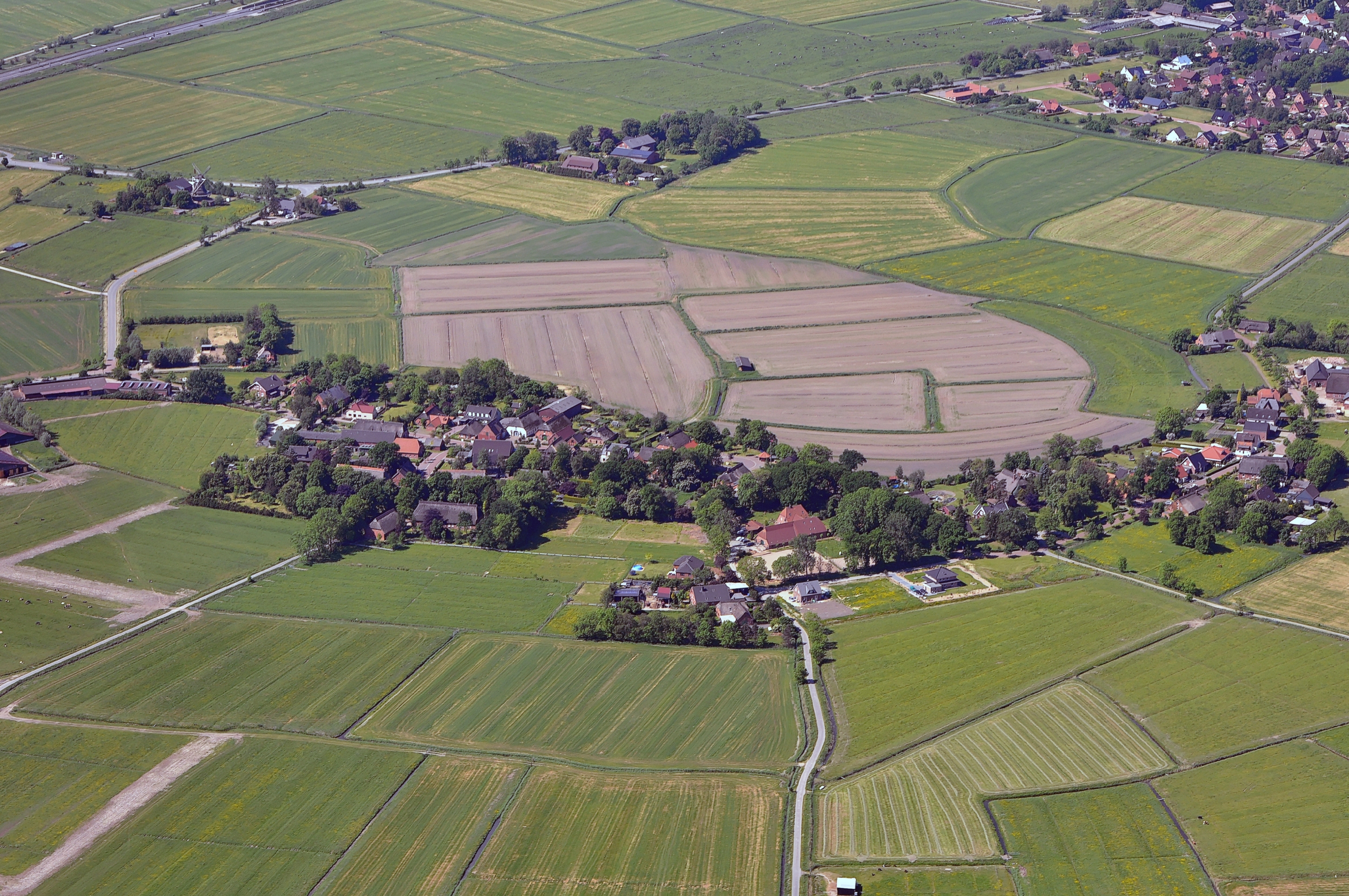
Wiemsdorf von Osten gesehen (2012)

## Geschichte
Die erste urkundliche Erwähnung des Ortes lässt sich für das Jahr 1105 nachweisen. Das Dorf gehörte früher zur Gemeinde Landwürden, bis diese 1974 nach Loxstedt eingemeindet wurde. Wiemsdorf wird immer noch durch eine Vielzahl an reetgedeckten Häusern geprägt und verfügt über das älteste Reetdachhaus Landwürdens aus dem Jahr 1638. In den letzten Jahren fand darüber hinaus eine Dorferneuerung mit Rotsteinpflasterung der Straßen sowie Bepflanzungen statt. Als Mittelpunkt des Ortes gilt der neugestaltete Dorfplatz.
Einwohnerentwicklung 
| Jahr | Einwohner | Quelle |
| ---- | --------- | ------ |
| 2010 | 52        | [ 2 ]  |
| 2015 | 46        | [ 3 ]  |
| 2019 | 49        | [ 1 ]  |

## Politik

### Gemeinderat und Bürgermeister
Auf kommunaler Ebene wird die Ortschaft Wiemsdorf vom Loxstedter Gemeinderat vertreten.

### Ortsvorsteher
Der Ortsvorsteher von Wiemsdorf ist Torsten Radespiel (SPD). Die Amtszeit läuft von 2016 bis 2021.

## Sehenswerte Bauwerke
- Hofanlage Minneörterstraße 5 von 1898
- Wohn- und Wirtschaftsgebäude Wiemsdorfer Dorfstraße 4 von 1638 und 1808 mit regionsuntypischen Fächerrosetten im Fachwerk